# Westworld
|  | Aquest article tracta sobre la sèrie televisiva. Si cerqueu el film, vegeu «Ànimes de metall». |

Westworld és una sèrie de televisió del gènere de ciència-ficció creada i desenvolupada per Jonathan Nolan i Lisa Joy per a la cadena de televisió americana HBO. És una de les sèries més famoses i importants de la cadena. Es basa en la pel·lícula homònima de 1973, escrita i dirigida pel novel·lista nord-americà Michael Crichton.
El primer episodi es va estrenar el 2 d'octubre del 2016 i consta de dues temporades, que es poden visionar senceres a la plataforma de visionat en streaming d'HBO, i ja se n'ha confirmat una tercera.
La sèrie narra la història d'un parc temàtic futurista anomenat Westworld, ambientat en l'època dels westerns americans. Degut a l'èxit d'audiència als Estats Units, HBO va llançar un segona temporada que va començar el dia 22 d'abril de 2018 i que consta de 10 capítols, com la primera. La tercera, tot i estar confirmada pels creadors de la sèrie i per HBO, encara no té data d'estrena.
Segons la mateixa cadena de televisió, la sèrie tracta sobre «una obscura odissea sobre el despuntar de la consciència artificial i l'evolució del pecat. Situada en una intersecció del futur més proper i del passat reinventat, s'explora un món en el qual tots els desitjos humans, tant si són nobles com depravats, poden ser consentits».

## Sinopsi
En un futur no especificat, Westworld, un dels sis parcs temàtics posseïts i operats per Delos Inc., permet als visitants experimentar el Far West en un entorn poblat per «amfitrions», androides programats per a satisfer tots els desitjos dels visitants.
Els amfitrions segueixen un conjunt predefinit de narratives entrellaçades, però tenen la capacitat de desviar-se d'aquestes narratives en funció de les interaccions que tenen amb els visitants.
Els amfitrions repeteixen la seva narrativa de nou cada dia —havent esborrat els seus records del dia anterior— fins que són reutilitzats o guardats per al seu ús en altres narracions. Per garantir la seguretat dels visitants, els amfitrions no poden danyar cap forma de vida. Això permet als visitants una llibertat gairebé il·limitada per participar sense rebre cap càstig en qualsevol activitat que triïn amb els amfitrions, incloent la violació i l'assassinat entre d'altres. El personal està ubicat en un centre de control anomenat «La Mesa», connectat al parc a través d'instal·lacions subterrànies, i supervisa les operacions diàries, desenvolupa noves narratives i repara els amfitrions segons sigui necessari.

## Repartiment

### Repartiment principal[4]

#### Amfitrions
- Evan Rachel Wood com Dolores Abernathy, una hostessa que prefereix veure la bellesa en el món que l'envolta. Dolores passa els seus dies al ranxo familiar, somiant amb un futur més brillant. És l'amfitrió més vell construït. Al llarg de la sèrie, descobreix que la seva vida és una mentida construïda de forma elaborada.
- Thandie Newton com Maeve Millay, una de les hostesses més belles. Treballa com a prostituta de la cantina del poble.
- James Mardsen com Teddy Flood, un amfitrió. És un pistoler que arriba nou al poble en busca d'una preciosa noia local, com ara Dolores Abernathy.
- Ingrid Bolsø Berdal com Armistice, una hostessa que forma part del grup de bandolers liderats per Hector Escaton.
- Clifton Collins Jr. com Lawrence, un amfitrió. És un proscrit encantador però letal, amb una habilitat especial per maniobrar i negociar amb els diversos elements criminals que hi ha a Westworld.
- Rodrigo Santoro com Hector Escaton, un amfitrió. És un malfactor i el cap de la principal banda criminal del poble.
- Angela Sarafyan com Clementine Pennyfeather, una hostessa. Treballa per a Maeve i és una de les atraccions més populars de Westworld per als convidats.

#### Treballadors del parc temàtic
- Jeffrey Wright com Bernard Lowe, treballador del parc temàtic. És el cap de la Divisió de Programació de Westworld i el creador responasble de les noves persones (els nous amfitrions) amb consciència artificial.
- Luke Hemsworth com Ashley Stubbs, el cap de seguretat de Westworld. És l'encarregat de monitorar les interaccions entre els amfitrions i els convidats i d'assegurar als convidats una experiència segura dins del parc.
- Sidse Babett Knudsen com Theresa Cullen, la líder d'operacions concises de Westworld. És la responsable d'evitar que el parc caigui en el caos sense seguir cap directriu ni guió.
- Simon Quarterman com Lee Sizemore, director narratiu de Westworld. El seu difícil temperament artístic dificulta les relacions amb els seus companys de feina.
- Tessa Thompson, és la directora executiva de Delos Destintion, Inc. És una provocadora misteriosa i experta, amb una visió i una perspectiva única sobre Westworld.
- Shannon Woodward com Elsie Hughes, una estrella en ascens de la Divisió de Programació. És l'encarregada de solucionar i corregir els comportaments estranys dels amfitrions del parc.
- Anthony Hopkins com Robert Ford, el brillant i misteriós fundador i director creatiu de Westworld.

#### Convidats
- Ben Barnes com Logan, un convidat veterà. És solter i la seva filosofia hedonista amb la qual actua dintre de Westwold vé motivada per l'auto-indulgència com pel desig d'ajudar al seu amic i cunyat William.
- Jimmi Simpson com William, un convidat que va per primer cop a Westworld amb el seu amic i cunyat Logan. Al contrari que al seu acompanyant, no li atrauen les atraccions més lascives del parc i descobreix un significat més profund dintre de la narrativa i el guió que estructura tot el parc.
- Ed Harris com l'Home de Negre. És un misteriós i sàdic convidat ric del parc que està buscant un nivell més profund dintre de Westorld. Fora del parc, ha aconseguit molta popularitat per ser el fundador d'una fundació mèdica.

## Episodis[5]

### Primera temporada (anomenada The Maze)
| Nº d'episodi | Títol (en anglès)         | Director             | Guionistes                                                                                  | Data d'emissió original |
| ------------ | ------------------------- | -------------------- | ------------------------------------------------------------------------------------------- | ----------------------- |
| 1            | The Original              | Jonathan Nolan       | Història de: Jonathan Nolan, Lisa Joy i Michael Crichton Guió de: Jonathan Noaln i Lisa Joy | 2 d'octubre de 2016     |
| 2            | Chestnut                  | Richard J. Lewis     | Jonathan Nolan i Lisa Joy                                                                   | 9 d'octubre de 2016     |
| 3            | The Stray                 | Neil Marshall        | Lisa Joy i Daniel T. Thomsen                                                                | 16 d'octubre de 2016    |
| 4            | Dissonance Theory         | Vincenzo Natali      | Ed Brubaker i Jonathan Nolan                                                                | 23 d'octubre de 2016    |
| 5            | Contrapasso               | Jonny Campbell       | Història de: Lisa Joy i Dominic Mitchell Guió de: Lisa Joy                                  | 30 d'octubre de 2016    |
| 6            | The Adversary             | Frederick E. O. Toye | Halley Gross i Jonathan Nolan                                                               | 6 de novembre de 2016   |
| 7            | Trome L'Oeil              | Frederick E. O. Toye | Halley Gross i Jonathan Nolan                                                               | 13 de novembre de 2016  |
| 8            | Trace Decay               | Stephen Williams     | Charles Yu i Lisa Joy                                                                       | 20 de novembre de 2016  |
| 9            | The Well-Tempered Clavier | Michelle MacLaren    | Dan Dietz i Katherine Lingenfelter                                                          | 27 de novembre de 2016  |
| 10           | The Bicameral Mind        | Jonathan Nolan       | Lisa Joy i Jonathan Nolan                                                                   | 4 de desembre de 2016   |

### Segona temporada (anomenadaThe Door)
| Nº d'episodi | Títol (en anglès)        | Director             | Guionistes                       | Data d'emissió original |
| ------------ | ------------------------ | -------------------- | -------------------------------- | ----------------------- |
| 1            | Journey Into Night       | Richard J. Lewis     | Lisa Joy i Roberto Patino        | 22 d'abril de 2018      |
| 2            | Reunion                  | Vicenzo Natali       | Carly Wray i Jonathan Nolan      | 29 d'abril de 2018      |
| 3            | Virtù e Fortuna          | Richard J. Lewis     | Roberto Patino i Ron Fitzgerald  | 6 de maig de 2018       |
| 4            | The Riddle of the Sphinx | Lisa Joy             | Gina Atwater i Jonathan Nolan    | 13 de maig de 2018      |
| 5            | Akane No Mai             | Craig Zobel          | Dan Dietz                        | 20 de maig de 2018      |
| 6            | Phase Space              | Tarik Saleh          | Carly Wray                       | 27 de maig de 2018      |
| 7            | Les Écorchés             | Nicole Kasell        | Jordan Goldberg i Ron Fitzgerald | 3 de juny de 2018       |
| 8            | Kiksuya                  | Uta Briesewitz       | Carly Wray i Dan Dietz           | 10 de juny de 2018      |
| 9            | Vanishing Point          | Stephen Williams     | Roberto Patino                   | 17 de juny de 2018      |
| 10           | The Passenger            | Frederick E. O. Toye | Jonathan Nolan i Lisa Joy        | 24 de juny de 2018      |

## Producció

### Finançament
Els deu episodis de la primera temporada es van produir amb un pressupost d'aproximadament uns 100 milions de dòlars, amb pressupostos per episodi que rondaven dels 8 milions de dòlars als 10 milions. HBO i Warner Bros. Television van compartir els costos de producció de la sèrie. A més, HBO també va pagar una quota de llicència (no revelada) a Warner Bros. pels drets de transmissió. Aquest mateix fet es va repetir a la segona temporada, i es creu que es repetirà també a la tercera.
Els productors executius de la sèrie són els dos creadors, Nolan i Joy, a més de J.J. Abrams i Bryan Burk.

### Filmació
El rodatge de l'episodi pilot es va realitzar durant 22 dies en agost del 2014 a Los Ángeles i els seus voltants, així com a la ciutat de Moab, a Utah. Altres llocs de rodatge varen localitzar-se a Califòrnia, com el Paramount Ranch a Agoura, el Melody Ranch a Santa Clarita o el Pacific Design Center a West Hollywood.
El Melody Ranch, utilitzat per a la ciutat de Sweetwater, havia sigut utilitzat en moltes altres pel·lícules (com ara Django Unchained o The Magnificent Seven), però va ser millorat pel dissenyador de producció de la sèrie, Zack Grobler, per a retratar una versió idealitzada de la frontera nord-americana. Pantalles de croma verd van ser utilitzades al voltant dels sets de rodatge de Califòrnia per eliminar objectes moderns, com estacionaments, i per fusionar a postproducció les tomes de Califòrnia amb les de Utah.
Per a l'aparença exterior de gran espectacle, els productors es van inspirar en el treball del director John Ford, qui va rodar les seves últimes quatre pel·lícules a Castle Valley, a l'est de Moab. A la primavera del 2014, Nolan va visitar el sud de Utah amb membres claus de l'equip i un explorador de localitzacions per explorar la possibilitat de filmar allà i ràpidament es va enamorar de la localització.
La majoria de les localitzacions de Utah, com Dead Horse Point State Park, eren walk-in, és a dir, àrees on tant el repartiment com el personal estaven obligats a caminar dins i fora amb tot l'equip. Es van rodar escenes de cavalcades a ranxos privats, on els cineastes no tenien tantes restriccions en comparació amb els terrenys públics. Per a combinar perfectament els escenaris de Califòrnia amb els de Utah, les parets fixades van ser enviades a Utah per a utilitzar-les per a filmar angles inversos d'escenes originalment filmades a Califòrnia. Les escenes de l'interior del tren van ser creades muntant el conjunt sencer del cotxe del tren en la part posterior d'un carro pla i conduint el carro cap endavant i cap endarrere per la Utah State Route 128.

## Recepció
La sèrie es va estrenar el en canal de pagament HBO el 2 d'octubre de 2016. Les primeres crítiques i valoracions van ser molt positives i va aconseguir una valoració de 88% a la pàgina web Rotten Tomatoes i una puntuació de 9,2 sobre 10 a la base de dades IMBD, amb 85.000 vots.

### Premis
| Llistat de premis i nominacions      | Llistat de premis i nominacions                            | Llistat de premis i nominacions | Llistat de premis i nominacions |
| ------------------------------------ | ---------------------------------------------------------- | --- | ------------------------------- |
| Organització                         | Categoria                                                  | Nominacions | Resultat                        |
| 6ens Premis de la Crítica Televisiva | Millor nova sèrie                                          | Westworld | Guanyadora                      |
| 7ens Premis de la Crítica Televisiva | Millor actriu en sèrie dramàtica                           | Evan Rachel Wood | Guanyadora                      |
| 7ens Premis de la Crítica Televisiva | Millor actriu de repartiment en sèrie de drama             | Thandie Newton | Guanyadora                      |
| 7ens Premis de la Crítica Televisiva | Millor sèrie de drama                                      | Westworld | Nominada                        |
| American Film Institute              | Millors 10 programes de TVde l'any                         | Westworld | Guanyadora                      |
| Premi Satellite                      | Millor actriu de sèrie de televisió – drama                | Evan Rachel Wood | Guanyadora                      |
| Premi Satellite                      | Millor sèrie de televisió – drama                          | Westworld | Nominada                        |
| Premis del Sindicat d'Actors         | Millor actriu de televisió - drama                         | Thandie Newton | Nominada                        |
| Premis del Sindicat d'Actors         | Millor repartiment d'especialistes de televisió            | Tot el repartiment d'especialistes | Nominada                        |
| Premis del Sindicat d'Actors         | Millor repartiment de televisió - drama                    | Tot el repartiment de la primera temporada | Nominada                        |
| Premis Globus d'Or                   | Millor sèrie - drama                                       | Westworld | Nominada                        |
| Premis Globus d'Or                   | Millor actriu de sèrie de televisió – drama                | Evan Rachel Wood | Nominada                        |
| Premis Globus d'Or                   | Millor actiu de repartiment de sèrie, minisèrie o telefilm | Thandie Newton | Nominada                        |
| Premis WGA                           | Televisió: sèrie de drama                                  | Ed Brubaker, Bridget Carpenter, Dan Dietz, Halley Gross, Lisa Joy, Katherine Lingenfelter, Dominic Mitchell, Jonathan Nolan, Roberto Patino, Daniel T. Thomsen, Charles Yu | Nominada                        |
| Premis WGA                           | Televisió: sèrie nova                                      | Ed Brubaker, Bridget Carpenter, Dan Dietz, Halley Gross, Lisa Joy, Katherine Lingenfelter, Dominic Mitchell, Jonathan Nolan, Roberto Patino, Daniel T. Thomsen, Charles Yu | Nominada                        |

## Intel·ligència i consciència artificials
La intel·ligència artificial (IA), o també anomenada intel·ligència computacional, és la intel·ligència que poden arribar a posseir les màquines. En 1956, John McCarthy va definir l'expressió «intel·ligència artificial» com: «[…] la ciència i l'enginy de fer màquines intel·ligents, especialment programes de còmput intel·ligents».
En relació amb la consciència i les emocions, la majoria d'investigadors sobre IA se centren només en l'aspecte racional de les màquines. Tot i això, hi ha experts que consideren seriosament la possibilitat d'incorporar components «emotius» com indicadors d'estat, amb l'objectiu d'augmentar l'eficàcia dels sistemes en determinades situacions.
A diferència dels humans, hi ha termes que la Intel·ligència Artificial no pot comprendre, conceptes humans com l'amor, el matrimoni, el sentit de la vida o les emocions humanes. Particularment, en el cas dels robots mòbils, és necessari que comptin amb alguna cosa similar a les emocions amb l'objectiu de saber què fer a continuació.
Al tindre «sentiments» i, potencialment, «motivacions», podran actuar d'acord amb les seves «intencions». Així, es podria equipar un robot amb dispositius que controlessin el seu interior, per exemple, que «tinguin gana» al detectar que el seu nivell d'energia està disminuint o que «tinguin por» quan aquest estigui massa baix.

## Tecnologia i societat
Westworld és un parc temàtic creat per Delos Inc. per a què les persones que hi van puguin viure una aventura immersiva en un món ambientat en el llunyà oest. Està habitat per uns androides que semblen humans, ja que són com ésser humans que pensen, actuen, viuen i senten com a persones, i que estan dissenyats i controlats per aquests. En aquest parc, cada persona pot decidir ser qui vulgui sense impediments ni jutjaments. Dit d'una altra manera, cadascú pot crear-se una nova vida ambientada en les pel·lícules western mentre està allà.
Qualsevol pot entrar a les fronteres del parc i viure-hi a dins unes hores pagant una entrada. En funció de les decisions preses, la història es desenvolupa d'una manera o una altra. En el parc el visitant es pot moure gairebé sense límits. Cada trobada amb la gent d'allà (androides) representa l'inici d'una història, i la dificultat de l'entorn ve donada per l'allunyament de la ciutat de Sweetwater (l'inici). És a dir, que com més dificultat es busqui, més s'haurà d'allunyar la persona.
El client es pensa que és lliure però realment no ho és: els desenvolupadors (en aquest cas els especialistes de la corporació Delos) han previst els moviments que farà cada visitant.
Els androides havien estat dissenyats per a quedar-se al parc i servir d'entreteniment per als humans sota el control d'aquests i, en un principi, no saben que són androides i es pensen que són humans lliures. Més endavant, acaben arribant a l'autoconsciència i són capaços de ser qui ells decideixen ser i no qui estan programats per ser, i queden fora de qualsevol control humà.
Aquesta sèrie de televisió mostra un exemple de com es pot utilitzar la tecnologia per a crear màquines intel·ligents (en aquest cas androides) i la consciència d'aquestes, fins al punt que no sàpiguen que són màquines controlades per humans.
Per a crear-la, Jonathan Nolan i Lisa Joy van passar hores documentant-se a través del món dels videojocs.
Es tracta d'una sèrie que vol ser una sàtira de l'obsessió que hi ha actualment en la nostra societat amb l'entreteniment, sobretot (en l'actualitat) mitjançant la tecnologia. També és, segons molts crítics, una crítica cap a la indústria cinematogràfica, en la qual alguns creadors no es permeten llibertat o innovació perquè el seu únic objectiu és a aconseguir un gran benefici econòmic. Això és també aplicable en la indústria dels videojocs on, per exemple, cada vegada més s'estan creant blockbusters que esperen aconseguir molt èxit i grans beneficis. Per aquest motiu, mentre alguns esperen saber com continua la història del joc que havien jugat en un passat altres els consideren poc originals.

## Westworld (la pel·lícula)
Ànimes de metall (títol original en anglès: Westworld) és una pel·lícula de ciència-ficció estatunidenca escrit i dirigida per Michael Crichton, estrenada el 1973. Ha estat doblada al català. L'any 1983, el parc d'atraccions Delos permet als seus visitants de trobar-se en l'època de la seva tria (romana, medieval o conquesta de l'Oest (The Westworld, 1880), enmig de robots gairebé humans.
El relat segueix dos homes de negocis, interpretats per Richard Benjamin i James Brolin, que han escollit passar alguns dies en el vell Far West. Accessòriament, són igualment il·lustrades les peripècies d'un tercer aficionat de western, interpretat per Dick Van Patten i d'un home, més gran, que ha optat per l'edat mitjana. Malgrat totes les precaucions i seguretats preses en aquest parc d'atraccions hiperrealistes, el seu sojorn no serà exactament com esperaven; a poc a poc, el centre de control perd tot poder sobre les màquines.